# Бакстер, Уорнер
Уорнер Лерой Бакстер (англ. Warner Leroy Baxter; 29 марта 1889, Колумбус — 7 мая 1951, Беверли-Хиллз, США) — американский актёр, пик карьеры которого пришёлся на период с 1910-е по 1940-е годы. Наиболее известен по своей роли малыша Циско в фильме «В старой Аризоне» (1928), за которую он удостоился премии «Оскар» за лучшую мужскую роль, на 2-й церемонии вручения наград Академии. Он часто играл распущенных, харизматичных, латинских типов в бандитских вестернах, а помимо малыша Циско, и других аналогичных ему персонажей в течение 1930-х годов, но у него было и множество других ролей, на протяжении всей его карьеры.
Бакстер начал свою карьеру с немых фильмов, наиболее заметными были его работы в фильмах «Великий Гэтсби» (1926) и «Ужасная правда» (1925). Наиболее известными роли Бакстера в звуковых фильмах были «В старой Аризоне» (1928), «42-я улица» (1933), «Корабль рабов» (1937), «Похищенный» (1938), и в благотворительной короткометражке «Украденные драгоценности» (1931). В 1940-х он был известен в постоянной роли доктора Роберта Ордуэя, в серии фильмов «Криминальный доктор».
За свой вклад в киноиндустрию, Бакстер имеет звезду на Голливудской «Аллее славы».

## Ранняя жизнь
Бакстер родился в Колумбусе, штат Огайо, в семье Эдвина Ф. Бакстера (1867—1889) и Джейн Барретт (1869—1962), Уорнеру, было всего 5 месяцев, когда умер его отец.
Мать Бакстера, с сыном, переехала к своему брату, который жил в Колумбусе. Позже они переехали в Нью-Йоррк, где Бакстер проявил активность в драматургии, участвуя в школьных постановках и посещая спектакли. В 1898 году он переехал в Сан-Франциско, где он окончил «Политехническую среднюю школу». После случившегося землетрясения в 1906 году, Бакстер вместе со своей матерью жил в парке «Золотые ворота», в течение 8 дней, а затем они уехали с друзьями жить в Аламиду, на три месяца. В 1908 году, они вернулись в Коламбус. Где поначалу, Бакстер занимался продажей сельскохозяйственных орудий, а после, в течение 4 месяцев, работал партнером Дороти Шумейкер, в водевиле Бенждамина Кейта.

## Кинокарьера
Актёрская карьера Бакстера стартовала в 1914 году с эпизодической роли в фильме «Его собственные деньги». Свою первую главную роль он сыграл в фильме «Защищённые дочери» (1921), и в течение 1920-х годов он снялся в 48 фильмах. Его самые известные роли в немых фильмах были в «Великий Гэтсби» (1926), «Алома южных морей» (1926), в роли любовного интереса танцовщицы, роль которой исполнила Гилда Грей, и в роли-врача алкоголика в фильме «Запад Занзибара» (1928), где так же снимался Лон Чейни.
Самой известной главной ролью Бастера стала роль малыша Циско в «В старой Аризоне» (1928). Первый звуковой вестерн, за которую он получил премию «Оскар», за лучшую мужскую роль. Он так же снялся в таких фильмах как «42-я улица» (1933), «Гранд-Канари» (1934), «Бродвей Билл» (1934) и «Похищенный» (1938).
К 1936 году, Бакстер был самым высокооплачиваемым актёром в Голливуде, но к 1943 году постепенно сместился на роли в фильмах категории «B». За всю свою кинокарьеру с 1914 оп 1950 годы, она снялся в более чем сотне фильмов, половина из которых утеряны.

## Личная жизнь
В 1911 году Уорнер Бакстер женился на Виоле Колдуэл, вскоре после этого, они расстались, но официально были разведены в 1913 году. в 1918 Бакстер вновь женился на актрисе Винифред Брайсон, они остались в браке до самой его смерти в 1951 году.
Он был близким другом Уильяму Пауэллу, с которым снялся в трёх фильмах, а также был рядом с ним, когда в 1937 году, умерла Джин Харлоу, с которой Пауэлл поддерживал близкие отношения.
Когда Бакстер не снимался, он был изобретателем, и в 1935 году создал прожектор для револьверов, что позволяло стрелку более чётко видеть цель ночью. так же он разработал устройство радиосвязи, которое позволило аварийным бригадам менять сигналы движения от двух блоков, обеспечивая им безопасный проход через перекрёстки. И он сам финансировал установку, этого устройства, на пересечении Беверли Хиллз в 1940 году.

## Смерть
Бакстер страдал от артрита в течение нескольких лет, а в 1951 году прошёл процедуру лоботомии, которая, как он надеялся, облегчит его боль. Но 7 мая 1951 года Уорнер Бакстер умер от пневмонии, в возрасте 62 лет, и был похоронен в Форест-Лаун, Глендейл (Калифорния). Его пережили его вторая жена и его мать.

## Память
Бакстер имеет собственную звезду на Голливудской «Аллее славы», она находится на Голливудском бульваре, её номер — 6284. Церемония закладки звезды состоялась в 8 февраля 1960 года.

## Награды
- Оскар 1930 — «Лучшая мужская роль» («В старой Аризоне»)

## Фильмография
| Актёр | Актёр                                     | Актёр                                 | Актёр                                                                            | Актёр                                                             |
| Год   | Русское название                          | Оригинальное название                 | Роль                                                                             | Примечание                                                        |
| ----- | ----------------------------------------- | ------------------------------------- | -------------------------------------------------------------------------------- | ----------------------------------------------------------------- |
| 1914  | Его собственные деньги                    | Her Own Money                         | Эпизодическая роль                                                               | Короткометражный фильм, в титрах не указан                        |
| 1918  | Все женщины                               | All Woman                             | Эпизодическая роль                                                               | Фильм сохранился, в тирах не указан                               |
| 1919  | Ломбарди Лимитед                          | Lombardi, Ltd.                        | Эпизодическая роль                                                               | В титрах не указан                                                |
| 1921  | Обманутые сердца                          | Cheated Hearts                        | Том Гордон (Tom Gordon)                                                          | Фильм утерян                                                      |
| 1921  | Защищённые дочери                         | Sheltered Daughters                   | Пеп Маллинс (Pep Mullins)                                                        | Фильм утерян                                                      |
| 1921  | Очарованный любовью                       | The Love Charm                        | Томас Морган (Thomas Morgan)                                                     |                                                                   |
| 1921  | Первая любовь                             | First Love                            | Дональд Холлидей (Donald Halliday)                                               | Сохранился частично в «Нью-Йоркском музее современного искусства» |
| 1922  | Если бы я была Королевой                  | If I Were Queen                       | Владимир (Vladimir)                                                              | Фильм утерян                                                      |
| 1922  | Желание девушки                           | A Girl’s Desire                       | Джонс / Лорд Дисарт (Jones / Lord Dysart)                                        |                                                                   |
| 1922  | Девяносто и девять                        | The Ninety and Nine                   | Том Силвертон / Фил Бредбери (Tom Silverton / Phil Bradbury)                     |                                                                   |
| 1922  | Девушка в его комнате                     | The Girl in His Room                  | Кирк Уоринг (Kirk Waring)                                                        |                                                                   |
| 1922  | Его собственные деньги                    | Her Own Money                         | Лью Олден (Lew Alden)                                                            |                                                                   |
| 1923  | Сент-Элмо                                 | St. Elmo                              | Мюррей Хаммонд (Murray Hammond)                                                  | Фильм утерян                                                      |
| 1923  | Удар свой собственный рог                 | Blow Your Own Horn                    | Джек Данбар (Jack Dunbar)                                                        |                                                                   |
| 1923  | В поисках приключений                     | In Search of a Thrill                 | Эдриан Торренс (Adrian Torrens)                                                  |                                                                   |
| 1923  | Те, кто танцует                           | Those Who Dance                       | Боб Кейн (Bob Kane)                                                              | Фильм сохранился в «Библиотеке Конгресса»                         |
| 1924  | Алименты                                  | Alimony                               | Джимми Мейсон (Jimmy Mason)                                                      |                                                                   |
| 1924  | Его забытая жена                          | His Forgotten Wife                    | Дональд Аллен / Джон Ролф (Donald Allen / John Rolfe)                            | Фильм сохранился в «Библиотеке Конгресса»                         |
| 1924  | Женщина                                   | The Female                            | Кол-Валентия (Col. Valentia)                                                     |                                                                   |
| 1924  | Кристин — голодное сердце                 | Christine of the Hungry Heart         | Стюарт Найт (Stuart Knight)                                                      | Фильм сохранился в «Библиотеке Конгресса»                         |
| 1924  | Сад сорняков                              | The Garden of Weeds                   | Дуглас Кроуфорд (Douglas Crawford)                                               | Фильм утерян                                                      |
| 1925  | Золотое ложе                              | The Golden Bed                        | Банни О’Нейлл (Bunny O’Neill)                                                    | Фильм сохранился                                                  |
| 1925  | Авиапочта                                 | The Air Mail                          | Расс Кейн (Russ Kane)                                                            | Производство незавершенно                                         |
| 1925  | Ужасная правда                            | The Awful Truth                       | Норман Саттерли (Norman Satterlee)                                               | Фильм сохранился в «UCLA Кино и Телевидение»                      |
| 1925  | Добро пожаловать домой                    | Welcome Home                          | Фред Праути (Fred Prouty)                                                        | Фильм сохранился в «Библиотеке Конгресса»                         |
| 1925  | Бурные воды                               | Rugged Water                          | Кэлвин Хорнер (Calvin Horner)                                                    | Фильм утерян                                                      |
| 1925  | Сын своего отца                           | A Son of His Father                   | Большой мальчик Морган (Big Boy Morgan)                                          | Фильм сохранился в «UCLA Кино и Телевидение»                      |
| 1925  | Лучшие люди                               | The Best People                       | Генри Морган (Henry Morgan)                                                      | Фильм утерян                                                      |
| 1925  | Мисмэйтс                                  | Mismates                              | Тед Кэрролл (Ted Carroll)                                                        | Фильм утерян                                                      |
| 1926  | Манекен                                   | Mannequin                             | Джон Геррик (John Herrick)                                                       | Фильм сохранился                                                  |
| 1926  | Миллионы мисс Брюстер                     | Miss Brewster’s Millions              | Томас B. Ханкок мл. (Thomas B. Hancock Jr.)                                      | Фильм утерян                                                      |
| 1926  | Беглянка                                  | The Runaway                           | Уэйд Меррелл (Wade Murrell)                                                      | Фильм утерян                                                      |
| 1926  | Алома южных морей                         | Aloma of the South Seas               | Нутэйн (Nuitane)                                                                 | Фильм утерян                                                      |
| 1926  | Великий Гэтсби                            | The Great Gatsby                      | Джей Гэтсби (Jay Gatsby)                                                         | Фильм утерян                                                      |
| 1927  | Девушка по вызову                         | The Telephone Girl                    | Мэтью Стэндиш (Matthew Standish)                                                 | Фильм хранится в киномузее «EYE»                                  |
| 1927  | Барабаны пустыни                          | Drums of the Desert                   | Джон Карри (John Curry)                                                          | Фильм утерян                                                      |
| 1927  | Обожженный                                | Singed                                | Ройс Уингейт (Royce Wingate)                                                     | Фильм сохранился в «Нью-Йоркском музее современного искусства»    |
| 1927  | Трус                                      | The Coward                            | Клинтон Филбрук (Clinton Philbrook)                                              |                                                                   |
| 1927  | Жена Крейга                               | Craig’s Wife                          | Уолтер Крейг (Уолтер Крейг)                                                      | Фильм утерян                                                      |
| 1928  | Трагедия молодости                        | The Tragedy of Youth                  | Фрэнк Гордон (Frank Gordon)                                                      | Фильм утерян                                                      |
| 1928  | Рамона                                    | Ramona                                | Алесандро (Alessandro)                                                           | Фильм сохранился                                                  |
| 1928  | Три грешника                              | Three Sinners                         | Джеймс Харрис (James Harris)                                                     | Фильм утерян                                                      |
| 1928  | Опасная улица                             | Danger Street                         | Ролли Сигсби (Rolly Sigsby)                                                      |                                                                   |
| 1928  | Запад Занзибара                           | West of Zanzibar                      | Доктор (Doc)                                                                     | Фильм сохранился                                                  |
| 1928  | Путь женщины                              | A Woman’s Way                         | Тони (Tony)                                                                      | Фильм утерян                                                      |
| 1928  | В старой Аризоне                          | In Old Arizona                        | Малыш Циско (Cisco Kid)                                                          | Фильм сохранился                                                  |
| 1929  | Линда                                     | Linda                                 | Доктор Пол Рэндалл (Dr. Paul Randall)                                            | Фильм сохранился                                                  |
| 1929  | Через разные глаза                        | Thru Different Eyes                   | Джек Уинфилд (Jack Winfield)                                                     | Сохранился частично                                               |
| 1929  | Далёкий зов                               | The Far Call                          |                                                                                  | Фильм утерян                                                      |
| 1929  | Позади того занавеса                      | Behind That Curtain                   | Полковник Джон Битам (Col. John Beetham)                                         | Фильм сохранился                                                  |
| 1929  | Счастливые дни                            | Happy Days                            | Исполнитель Минстрел Шоу (Minstrel Show Performer)                               |                                                                   |
| 1929  | Романтика Рио-Гранде                      | Romance of the Rio Grande             | Пабло Уортон Кэмерон (Pablo Wharton Cameron)                                     |                                                                   |
| 1930  | Некоторые люди опасны                     | Such Men Are Dangerous                | Людвиг Кранц / Пьер Виар (Ludwig Kranz / Pierre Villard)                         | Фильм сохранился в «Библиотеке Конгресса»                         |
| 1930  | Аризонский парень                         | The Arizona Kid                       | Малыш Циско (Cisco Kid)                                                          | Фильм сохранился в «Библиотеке Конгресса»                         |
| 1930  | Отступники                                | Renegades                             | Джин Девкалион (Jean Deucalion)                                                  | Фильм сохранился                                                  |
| 1930  | Муж индианки                              | The Squaw Man                         | Джеймс 'Джим' Вингейт, он же Джим Карстон (James 'Jim' Wingate, aka Jim Carston) | Фильм сохранился                                                  |
| 1931  | Жёны врачей                               | Doctors' Wives                        | Доктор Джадсон Пеннинг (Dr. Judson Penning)                                      |                                                                   |
| 1931  | Украденные драгоценности                  | The Stolen Jools                      | Малыш Циско (Cisco Kid)                                                          | Короткометражный фильм                                            |
| 1931  | Длинноногий папочка                       | Daddy Long Legs                       | Джервис Пендлтон (Jervis Pendleton)                                              |                                                                   |
| 1931  | Их безумный момент                        | Their Mad Moment                      | Эстебан Кристера (Esteban Cristera)                                              |                                                                   |
| 1931  | Малыш Циско                               | The Cisco Kid                         | Малыш Циско (The Cisco Kid)                                                      | Фильм сохранился в «Библиотеке Конгресса»                         |
| 1931  | Предатель                                 | Surrender                             | Сержант Дюмэйн (Sergeant Dumaine)                                                |                                                                   |
| 1932  | Папа-дилетант                             | Amateur Daddy                         | Джим Гладден (Jim Gladden)                                                       |                                                                   |
| 1932  | Человек о городе                          | Man About Town                        | Стивен Морроу (Stephen Morrow)                                                   |                                                                   |
| 1932  | 6 часов в прямом эфире                    | 6 Hours to Live                       | Капитан Пол Онслоу (Capt. Paul Onslow)                                           |                                                                   |
| 1933  | Опасный                                   | Dangerously Yours                     | Эндрю Берк (Andrew Burke)                                                        |                                                                   |
| 1933  | 42-я улица                                | 42nd Street                           | Джулиан Марш (Julian Marsh)                                                      |                                                                   |
| 1933  | Я любил тебя в среду                      | I Loved You Wednesday                 | Филип Флетчер (Philip Fletcher)                                                  |                                                                   |
| 1933  | Пэдди — следующая лучшая штучка           | Paddy the Next Best Thing             | Лоуренс Блейк (Lawrence Blake)                                                   |                                                                   |
| 1933  | Пентхаус                                  | Penthouse                             | Джексон 'Джон' Дюран (Jackson 'Jack' Durant)                                     |                                                                   |
| 1934  | Как мужья уходят                          | As Husbands Go                        | Чарльз Лингард (Charles Lingard)                                                 |                                                                   |
| 1934  | Вставай и пой!                            | Stand Up and Cheer!                   | Лоуренс Кромвель (Lawrence Cromwell)                                             |                                                                   |
| 1934  | Такие женщины опасны                      | Such Women Are Dangerous              | Майкл Шон (Michael Shawn)                                                        |                                                                   |
| 1934  | Гранд-Канари                              | Grand Canary                          | Доктор Харви Лейт (Dr. Harvey Leith)                                             |                                                                   |
| 1934  | Бродвей Билл                              | Broadway Bill                         | Дэн Брукс (Dan Brooks)                                                           |                                                                   |
| 1934  | Ад в небесах                              | Hell in the Heavens                   | Лейтенант Стив Уорнер (Lt. Steve Warner)                                         |                                                                   |
| 1935  | Ещё одна весна                            | One More Spring                       | Джарет Откар (Jaret Otkar)                                                       |                                                                   |
| 1935  | В пампасах под Луной                      | Under the Pampas Moon                 | Сизар Кампо (Cesar Campo)                                                        |                                                                   |
| 1935  | Фиеста в Санта-Барбаре                    | La Fiesta de Santa Barbara            | Играет самого себя                                                               | Короткометражный фильм                                            |
| 1936  | Король бурлеска                           | King of Burlesque                     | Керри Болтон (Kerry Bolton)                                                      |                                                                   |
| 1936  | Узник острова акул                        | The Prisoner of Shark Island          | Доктор Самуэль Александр Мадд (Dr. Samuel Alexander Mudd)                        |                                                                   |
| 1936  | Робин Гуд из Эль Дорадо                   | Robin Hood of El Dorado               | Хоакин Мурьета (Joaquin Murrieta)                                                |                                                                   |
| 1936  | Дорога к славе                            | The Road to Glory                     | Сапитан Пол Ла Роше (Captain Paul La Roche)                                      |                                                                   |
| 1936  | Мэри — с любовь                           | To Mary — with Love                   | Джек Уоллес (Jack Wallace)                                                       |                                                                   |
| 1936  | Белый охотник                             | White Hunter                          | Капитан Кларк Рутледж (Capt. Clark Rutledge)                                     |                                                                   |
| 1937  | Корабль рабов                             | Slave Ship                            | Джим Ловетт (Jim Lovett)                                                         |                                                                   |
| 1937  | Вок 1938 года                             | Vogues of 1938                        | Джордж Керсон (George Curson)                                                    |                                                                   |
| 1937  | Жена, врач и медсестра                    | Wife, Doctor and Nurse                | Доктор Джадд Льюис (Dr. Judd Lewis)                                              |                                                                   |
| 1938  | Похищенный                                | Kidnapped                             | Алан Брек (Alan Breck)                                                           |                                                                   |
| 1938  | Голливудский гандикап                     | Hollywood Handicap                    | Уорнер Бакстер (Warner Baxter)                                                   | Короткометражный фильм                                            |
| 1938  | Дам миллион                               | I’ll Give a Million                   | Тони Ньюлендер (Tony Newlander)                                                  |                                                                   |
| 1939  | Жена, муж и друг                          | Wife, Husband and Friend              | Леонард Борланд, он же Логан Беннетт (Leonard Borland aka Logan Bennett)         |                                                                   |
| 1939  | Возвращение малыша Циско                  | Return of the Cisco Kid               | Малыш Циско (Cisco Kid)                                                          |                                                                   |
| 1939  | Баррикада                                 | Barricade                             | Хэнк Топпинг (Hank Topping)                                                      |                                                                   |
| 1940  | Жизненный                                 | Earthbound                            | Ник Десборо (Nick Desborough)                                                    |                                                                   |
| 1941  | У Адама было четыре сына                  | Adam Had Four Sons                    | Адам Стоддард (Adam Stoddard)                                                    |                                                                   |
| 1943  | Криминальный доктор                       | Crime Doctor                          | Доктор Роберт Ордуэй / Филипп Морган (Dr. Robert Ordway / Phillip Morgan)        |                                                                   |
| 1943  | Самое странное дело Криминального доктора | The Crime Doctor’s Strangest Case     | Доктор Роберт Ордуэй (Dr. Robert Ordway)                                         |                                                                   |
| 1944  | Леди в ночи                               | Lady in the Dark                      | Кендалл Несбитт (Kendall Nesbitt)                                                |                                                                   |
| 1944  | Тени в ночи                               | Shadows in the Night                  | Доктор Роберт Ордуэй (Dr. Robert Ordway)                                         |                                                                   |
| 1945  | Смелость Криминального доктора            | The Crime Doctor’s Courage            | Доктор Роберт Ордуэй (Dr. Robert Ordway)                                         |                                                                   |
| 1945  | Предупреждение Криминального доктора      | The Crime Doctor’s Warning            | Доктор Роберт Ордуэй (Dr. Robert Ordway)                                         |                                                                   |
| 1946  | Перед самым рассветом                     | Just Before Dawn                      | Доктор Роберт Ордуэй (Dr. Robert Ordway)                                         |                                                                   |
| 1946  | Охота Криминального доктора               | Crime Doctor’s Man Hunt               | Доктор Роберт Ордуэй (Dr. Robert Ordway)                                         |                                                                   |
| 1947  | Дело Миллерсона                           | The Crime Doctor’s The Millerson Case | Доктор Роберт Ордуэй (Dr. Robert Ordway)                                         |                                                                   |
| 1947  | Игра Криминального доктора                | The Crime Doctor’s Gamble             | Доктор Роберт Ордуэй (Dr. Robert Ordway)                                         |                                                                   |
| 1948  | Джентльмен из прошлого                    | The Gentleman from Nowhere            | Эрл Донован / Роберт Эштон (Earl Donovan / Robert Ashton)                        |                                                                   |
| 1949  | Дневник Криминального доктора             | The Crime Doctor’s Diary              | Доктор Роберт Ордуэй (Dr. Robert Ordway)                                         |                                                                   |
| 1949  | Бандит дьявола                            | The Devil’s Henchman                  | Джесс Арно (Jess Arno)                                                           |                                                                   |
| 1949  | Тюремный надзиратель                      | Prison Warden                         | Надзиратель Виктор Бернелл (Warden Victor Burnell)                               |                                                                   |
| 1950  | Государственная тюрьма                    | State Penitentiary                    | Роджер Мэннерс (Rodger Manners)                                                  |                                                                   |